# Katrina Bowden

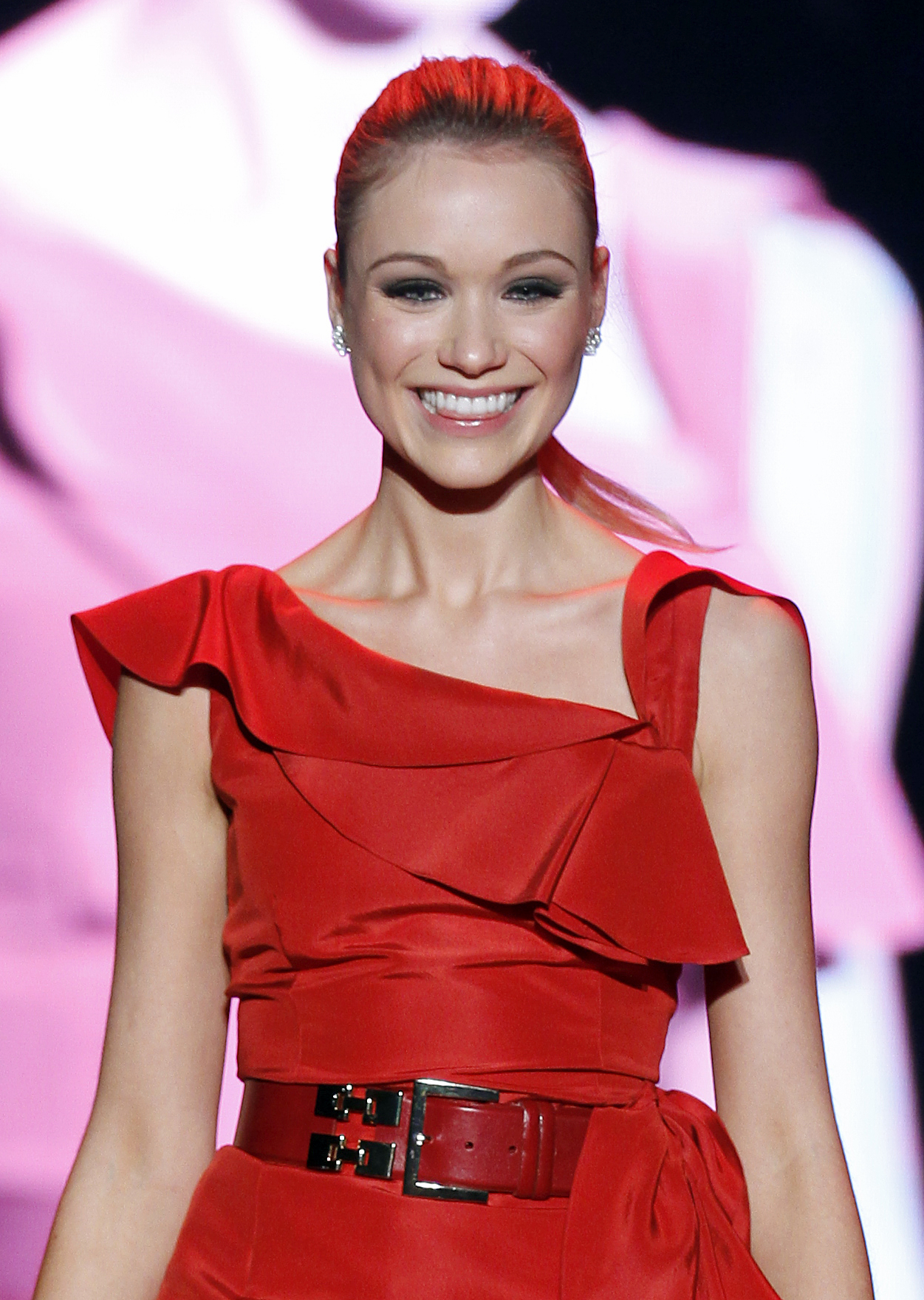
Katrina Bowden bei der The Heart Truth’s 2011

Katrina Bowden (* 19. September 1988 in Wyckoff Township, New Jersey) ist eine US-amerikanische Schauspielerin. Internationale Bekanntheit erlangte sie durch ihre durchgehende Rolle in der Comedy-Serie 30 Rock, für die sie 2009 den Screen Actors Guild Award als Teil eines Schauspielensembles einer Comedyserie gewann.

## Karriere
2006 wurde Bowden für zwei Folgen der ABC-Daily-Soap Liebe, Lüge, Leidenschaft engagiert, bevor sie im selben Jahr in einigen Folgen der ersten Staffel der Comedyserie 30 Rock mitspielte. Seit der zweiten Staffel gehört ihre Figur zu den durchgehenden Charakteren der Serie.
Neben ihrer Fernseharbeit spielte Bowden in Musikvideos von Künstlern wie We Are Scientists und Filmproduktionen wie Spritztour und Tucker and Dale vs Evil mit.

## Filmografie (Auswahl)
- 2006: Liebe, Lüge, Leidenschaft (One Life to Live, Fernsehserie, zwei Folgen)
- 2006: Law & Order: Special Victims Unit (Fernsehserie, Folge 7x16 Gone)
- 2006–2013: 30 Rock (Fernsehserie)
- 2007: Psych (Fernsehserie, Folge 1x15 Scary Sherry: Bianca’s Toast)
- 2007: Reckless Behavior: Caught on Tape (Fernsehfilm)
- 2008: Spritztour (Sex Drive)
- 2009: Ratko: The Dictator’s Son
- 2009: Dark Legends – Neugier kann tödlich sein (The Shortcut)
- 2010: A True Story. Based on Things That Never Actually Happened. …And Some That Did.
- 2010: Alles Betty! (Ugly Betty, Fernsehserie, Folge 4x14 Smokin’ Hot)
- 2010: Tucker and Dale vs Evil
- 2010: 30 Rock: Cerie’s Vlog (Fernsehserie, zwei Folgen)
- 2010: Pretend Time (Fernsehserie, Folge 1x03 I Just Got Voodoo’d)
- 2011: CollegeHumor Originals (Fernsehserie, Folge 1x125 I’m Such a Nerd)
- 2012: New Girl (Fernsehserie, Folge 1x19 Secrets)
- 2012: American Pie: Das Klassentreffen (American Reunion)
- 2012: Piranha 2 (Piranha 3DD)
- 2012: Hold Your Breath (#holdyourbreath)
- 2013: Nurse 3D
- 2013: Movie 43
- 2013: Scary Movie 5
- 2015: Public Morals (Fernsehserie, 10 Folgen)
- 2016: Monolith
- 2016: Hard Sell
- 2016: The Last Film Festival
- 2017: Once Upon a Date (Fernsehfilm)
- 2017: Framed by My Fiancé (Fernsehfilm)
- 2017: Hallmark Channel’s Winterfest (Fernsehfilm)
- 2018: Liebe auf der Piste (Love on the Slopes, Fernsehfilm)
- 2018: Killing Diaz
- 2018: Fishbowl California
- 2019: Dirty John (Fernsehserie, Folge 1x04 Shrapnel)
- 2019: The Divorce Party
- seit 2019: Reich und Schön (The Bold and the Beautiful, Fernsehserie)
- 2020: Killing Diaz
- 2020: The Orchard
- 2020: Definition Please
- 2021: Born a Champion
- 2021: Senior Moment
- 2021: Great White
- 2022: The Most Colorful Time of the Year (Fernsehfilm)
- 2023: Old Dads
- 2024: Dead Wrong
- 2024: The Unholy Trinity
- 2024: A Christmas in New Hope (Fernsehfilm)
- 2025: A Line of Fire

Musikvideos
- 2005: Dance Dance, Musikvideo von Fall Out Boy
- 2008: After Hours, Musikvideo von We Are Scientists
- 2008: I’d Rather Be With You, Musikvideo von Joshua Radin
- 2013: Miss Jackson, Musikvideo von Panic! at the Disco